# ドン・ザギエ
ドン・ベルナルト・ザギエ（Don Bernnard Zagier、1951年6月29日 - ）は、アメリカ系ドイツ人の数学者で、主な研究分野は数論である。ザギエは現在ドイツのボンにあるマックス・プランク数学研究所の理事の一人である。2006年から2014年まで、ザギエはフランスのパリのコレージュ・ド・フランスの教授だった。2014年10月から、国際理論物理学センター(ICTP)のDistinguished Staff Associateも務めている。名字の「ザギエ」は英語読みで「ザギヤー」とも読まれる。

## 経歴
ザギエは西ドイツのハイデルベルクに生まれた。母親は精神科医で、父親はスイスのアメリカン・カリッジの教頭だった。父親が5つの異なる市民権を有していたため、ザギエは若いころ多くの国々で過ごしていた。13歳の時に高校を卒業し、1年間ウィンチェスター・カレッジにて学んだ後、ザギエはMITで3年間学び、学士号と修士号を得、1967年16歳の時プットナム・フェローに指名された。ザギエはボン大学でフリードリッヒ・ヒルツェブルフの下で特性類に関する博士論文を書き、20歳の時に博士号を受けた。23歳の時に教授資格(Habilitation)を受け、24歳の時に教授に指名された。

## 業績
ザギエはヒルベルトモジュラー曲面に関する業績で、ヒルツェブルフと協力した。ヒルツェブルフとザギエは、『ヒルベルトモジュラー曲面上の曲線の交点数とNebentypusのモジュラー形式』(Intersection numbers of curves on Hilbert modular surfaces and modular forms of Nebentypus)という論文を共著した。その中で、ヒルベルトモジュラー曲面の代数的サイクルの交点数は、モジュラー形式のフーリエ係数として現れることを証明した。スティーブン・クドラとジョン・ミルソン(John Milson)その他の人々がこの結果を、対称空間の数論的指数に関する代数的サイクルの交点数に一般化した。
ザギエの研究成果の一つは、ベネディクト・グロスとの共同研究によるもので、いわゆるグロス・ザギエの公式である。この公式は、点 s = 1 における楕円曲線の複素L-関数の第一微分と、あるヒーグナー点の高さが関連するづけるものである。この定理は、類数問題のドリアン・ゴールドフェルドの解法の構成要素であるのに加え、バーチ・スウィンナートン＝ダイアー予想を裏付けるケースを含む様々な応用がある。業績の一部として、特異モジュライの差のノルムに対する公式を見つけた。ザギエは後に特異モジュライの跡に対する公式をウェイト3/2のモジュラー形式のフーリエ係数として見出した。
ザギエはジョン・ハーラー(John Harer)と共同して、代数曲線のモジュライ空間の軌道体オイラー標数を計算し、それをリーマンゼータ関数の特殊値と関連付けた。
ザギエは数論的双曲3次元多様体を研究することで、 s = 2 の任意の数体のデデキントゼータ関数の値に対する公式を二重対数関数の言葉を使って見出した。後、多重対数関数の言葉でデデキントゼータ関数の特殊値に対する公式を与える一般的な予想を定式化した。
二個の平方数の和に関するフェルマーの定理の初等的な証明をザギエは発見した。
1987年数論部門のコール賞を、2001年フォンシュタウト賞(von Staudt Prize)を、そして2007年ドイツ数学会からガウス講師の栄誉を、ザギエは受賞した。ザギエは、1997年オランダ王立芸術科学アカデミーの外国人会員となり、2017年米国科学アカデミー(NAS)の会員となった。

## 著作物の一部
- Zagier, D. (1990), “A One-Sentence Proof That Every Prime p ≡ 1 (mod 4) Is a Sum of Two Squares”, The American Mathematical Monthly (Mathematical Association of America) 97 (2):  144, doi:10.2307/2323918, JSTOR 2323918. The First 50 Million Prime Numbers." Math. Intel. 0, 221–224, 1977.
- (with F. Hirzebruch) "Intersection numbers of curves on Hilbert modular surfaces and modular forms of Nebentypus" Invent. Math. 36 (1976) 57-113
- Hyperbolic manifolds and special values of Dedekind zeta functions Invent. Math. 83 (1986) 285-302
- (with B. Gross) Singular moduli J. reine Angew. Math. 355 (1985) 191-220
- (with B. Gross) Heegner points and derivative of L-series Invent. Math. 84 (1986) 225-320
- (with J. Harer) The Euler characteristic of the moduli space of curves Invent. Math. 85 (1986) 457-485
- (with B. Gross and W. Kohnen) Heegner points and derivatives of L-series. II Math. Annalen 278 (1987) 497-562
- The Birch-Swinnerton-Dyer conjecture from a naive point of view in Arithmetic Algebraic Geometry (G. v.d. Geer, F. Oort, J. Steenbrink, eds.), Prog. in Math. 89, Birkhäuser, Boston (1990) 377-389
- Polylogarithms, Dedekind zeta functions, and the algebraic K-theory of fields in Arithmetic Algebraic Geometry (G. v.d. Geer, F. Oort, J. Steenbrink, eds.), Prog. in Math. 89, Birkhäuser, Boston (1990) 391-430
- How often should you beat your kids?(MAA VOL. 63, NO. 2, APRIL 1990) https://www.jstor.org/stable/2691064 .